# Habib Diarra
Mouhamadou Habib Diarra (ur. 3 stycznia 2004 w Guédiawaye w regionie Dakar) – senegalski piłkarz grający na pozycji pomocnika w klubie RC Strasbourg oraz reprezentacji Senegalu. 

## Kariera klubowa
W dzieciństwie występował w klubie FC Mulhouse. W 2018 trafił do młodzieżowego zespołu RC Strasbourg. Kontrakt z dorosłą drużyną Strasbourg podpisał 18 sierpnia 2021. W klubie zadebiutował 17 sierpnia 2021 w meczu AS Saint-Étienne w ramach Ligue 1. 16 kwietnia 2023 strzelił pierwszego gola dla Strassbourga w starciu przeciwko AC Ajaccio.

## Kariera reprezentacyjna
Diarra występował w młodzieżowych drużynach Francji na różnych szczeblach. W 2024 zdecydował się reprezentować Senegal na poziomie seniorskim. W kadrze zadebiutował 22 marca 2024 w meczu z Gabonem. Pierwszą bramkę zdobył 14 listopada 2024 przeciwko Burkinie Faso w ramach eliminacji do Pucharu Narodów Afryki 2025.